# Coordinadora de Mitjans
Coordinadora de Mitjans (en español: Coordinadora de Medios) es un grupo de comunicación constituido en junio de 2001 por el Diari d'Andorra, Diario de Baleares, El 9 Nou, El Punt, El 3 de vuit, L'Hora del Garraf, Regió 7, Segre y el diario electrónico VilaWeb. Es el primer grupo de prensa en catalán y el tercero en información general de Cataluña en cuanto a número de lectores. Entre sus iniciativas cabe mencionar la creación de El 9 Esportiu y el relanzamiento de las revistas Dossier Económico y el semanario Presència. El director general es Joan Vall i Clara.